# Мачушек, Паулина
Паулина Мачушек (пол. Paulina Maciuszek, род. 2 сентября 1985, Рабка-Здруй, Малопольское воеводство) — известная польская лыжница, участница Олимпийских игр в Ванкувере. Специализируется в дистанционных гонках.

## Карьера
В Кубке мира Мачушек дебютировала в марте 2008 года, в декабре 2008 года первый раз попала в десятку лучших на этапе Кубка мира, в эстафете. Всего на сегодняшний момент имеет 2 попадания в десятку лучших на этапах Кубка мира, оба в эстафете, в личных соревнованиях не поднималась выше 21-го места. Лучшим достижением Мацюшек в общем итоговом зачёте Кубка мира является 64-е место в сезоне 2010-11.
На Олимпиаде-2010 в Ванкувере, стартовала в четырёх гонках: 10 км коньком — 44-е место, дуатлон 7,5+7,5 км — 51-е место, масс-старт 30 км — 28-е место, так же участвовала в эстафете, но в ней результаты польской команды были аннулированы из-за дисквалификации Корнелии Марек.
За свою карьеру принимала участие в двух чемпионатах мира, лучший результат 6-е место в эстафете на чемпионате мира — 2009, в личных гонках не поднималась выше 32-го места.
Использует лыжи и ботинки производства фирмы Salomon.